# Clion
|  | Per a altres significats, vegeu «Clion-sur-Indre». |

Clion és un municipi francès al departament del Charente Marítim i a la regió de la Nova Aquitània. L'any 2007 tenia 751 habitants.

## Demografia

### Població
El 2007 la població de fet de Clion era de 751 persones. Hi havia 328 famílies de les quals 108 eren unipersonals (48 homes vivint sols i 60 dones vivint soles), 116 parelles sense fills, 84 parelles amb fills i 20 famílies monoparentals amb fills.
La població ha evolucionat segons el següent gràfic:

### Habitatges
El 2007 hi havia 421 habitatges, 341 eren l'habitatge principal de la família, 51 eren segones residències i 29 estaven desocupats. 403 eren cases i 13 eren apartaments. Dels 341 habitatges principals, 248 estaven ocupats pels seus propietaris, 72 estaven llogats i ocupats pels llogaters i 20 estaven cedits a títol gratuït; 9 tenien una cambra, 28 en tenien dues, 49 en tenien tres, 96 en tenien quatre i 158 en tenien cinc o més. 285 habitatges disposaven pel capbaix d'una plaça de pàrquing. A 152 habitatges hi havia un automòbil i a 158 n'hi havia dos o més.

### Piràmide de població
La piràmide de població per edats i sexe el 2009 era:
| Homes | Edats   | Dones |
| ----- | ------- | ----- |
| 0     | 95 o +  | 4     |
| 0     | 90 a 94 | 8     |
| 8     | 85 a 89 | 12    |
| 4     | 80 a 84 | 0     |
| 16    | 75 a 79 | 20    |
| 16    | 70 a 74 | 24    |
| 32    | 65 a 69 | 24    |
| 12    | 60 a 64 | 24    |
| 4     | 55 a 59 | 12    |
| 16    | 50 a 54 | 20    |
| 44    | 45 a 49 | 28    |
| 36    | 40 a 44 | 40    |
| 24    | 35 a 39 | 28    |
| 8     | 30 a 34 | 36    |
| 12    | 25 a 29 | 20    |
| 20    | 20 a 24 | 20    |
| 32    | 15 a 19 | 12    |
| 28    | 10 a 14 | 28    |
| 8     | 5 a 9   | 16    |
| 0     | 0 a 4   | 16    |

## Economia
El 2007 la població en edat de treballar era de 475 persones, 359 eren actives i 116 eren inactives. De les 359 persones actives 325 estaven ocupades (178 homes i 147 dones) i 34 estaven aturades (17 homes i 17 dones). De les 116 persones inactives 33 estaven jubilades, 34 estaven estudiant i 49 estaven classificades com a «altres inactius».

### Ingressos
El 2009 a Clion hi havia 355 unitats fiscals que integraven 765,5 persones, la mediana anual d'ingressos fiscals per persona era de 15.658 €.

### Activitats econòmiques
Dels 37 establiments que hi havia el 2007, 4 eren d'empreses de fabricació d'altres productes industrials, 12 d'empreses de construcció, 10 d'empreses de comerç i reparació d'automòbils, 2 d'empreses de transport, 4 d'empreses d'hostatgeria i restauració, 1 d'una empresa immobiliària i 4 d'empreses de serveis.
Dels 11 establiments de servei als particulars que hi havia el 2009, 4 eren paletes, 1 guixaire pintor, 3 fusteries i 3 restaurants.
Dels 4 establiments comercials que hi havia el 2009, 1 era una botiga de menys de 120 m², 1 una llibreria, 1 una botiga de material esportiu i 1 una floristeria.
L'any 2000 a Clion hi havia 29 explotacions agrícoles que ocupaven un total de 1.364 hectàrees.

## Equipaments sanitaris i escolars
El 2009 hi havia una escola maternal integrada dins d'un grup escolar amb les comunes properes formant una escola dispersa.

## Poblacions properes
El següent diagrama mostra les poblacions més properes.